# Acker-Spark
Der Acker-Spark (Spergula arvensis), auch Acker-Spörgel und Feld-Spark genannt, ist eine Pflanzenart der Gattung Spark (Spergula) innerhalb der Familie der Nelkengewächse (Caryophyllaceae).

## Beschreibung

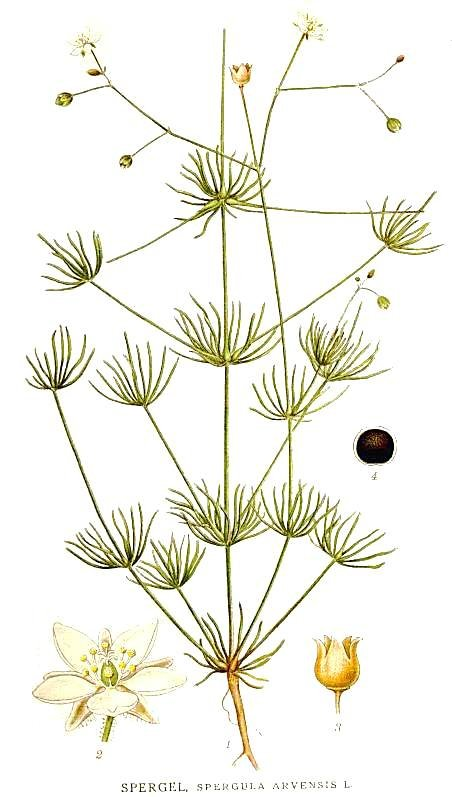
Illustration

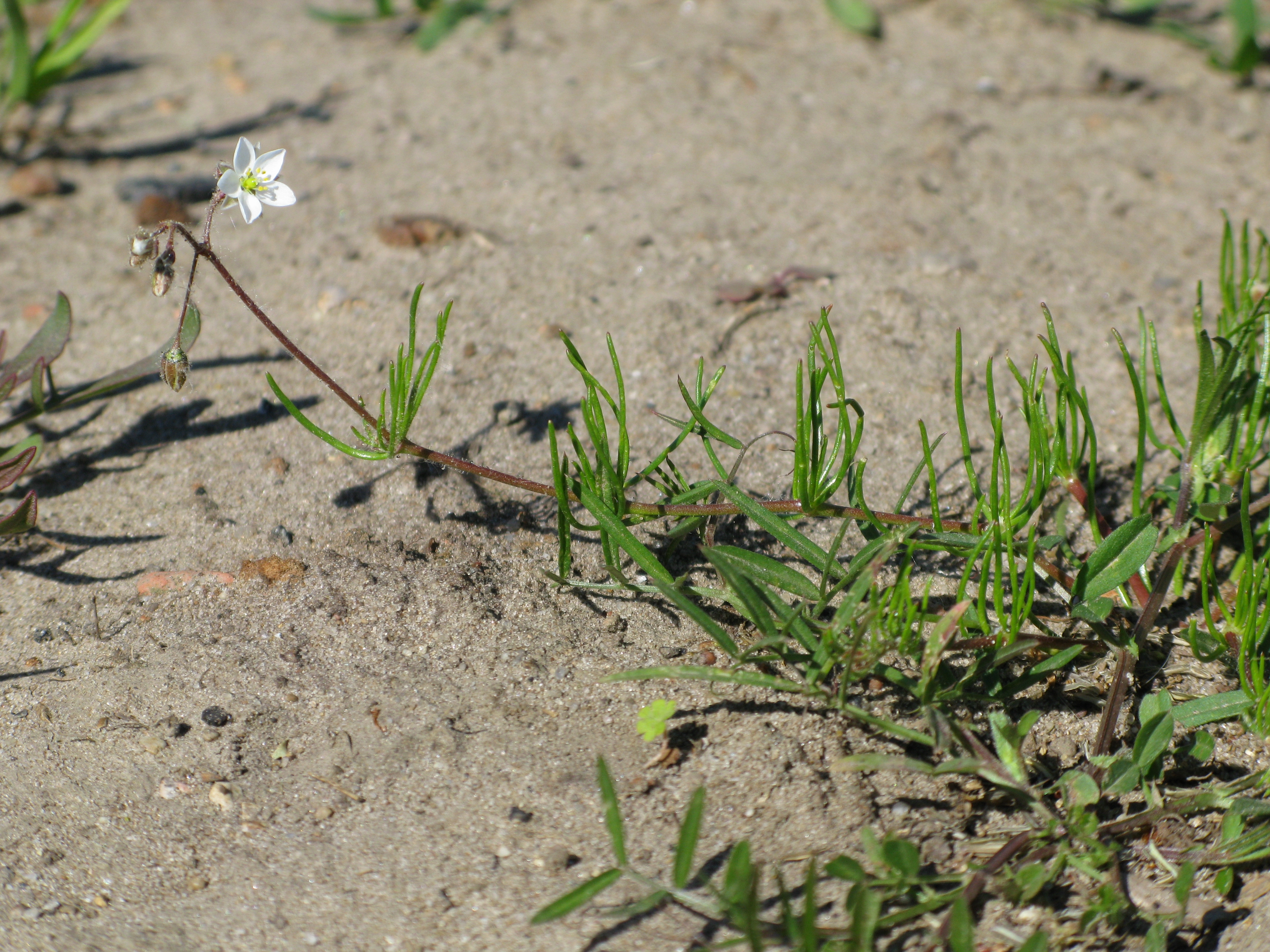
Habitus

### Erscheinungsbild und Blatt
Der Acker-Spark wächst als überwinternd grüne, einjährige krautige Pflanze und erreicht Wuchshöhen von 10 bis 50 Zentimetern. Die oberirdischen Pflanzenteile sind zerstreut drüsig behaart, seltener ganz kahl. Die Laubblätter sind gegenständig, durch Kurztriebe stehen sie dicht zusammen und wirken scheinquirlig. Die linealisch-pfriemlichen Blattspreiten sind oberseits gewölbt und unterseits besitzen sie eine Längsfurche. 

### Blütenstand und Blüte
Die Blütezeit reicht von Juni bis September. In einem rispigen Blütenstand stehen lang gestielte Blüten zusammen. Die zwittrigen Blüten sind radiärsymmetrisch und fünfzählig mit doppelter Blütenhülle. Die fünf freien Kelchblätter sind etwa 2,5 bis 4,5 Millimeter lang, stumpflich abgerundet und drüsig behaart. Die fünf freien, weißen Kronblätter sind mit 2,5 bis 4,5 Millimetern meist gleich lang oder wenig länger als die Kelchblätter. Es sind meist zehn Staubblätter vorhanden.

### Frucht und Samen
Die Fruchtstiele sind zurückgeschlagen. Bei den aufrechten, 4 bis 6 Millimeter langen, fünfklappigen Kapselfrüchten biegen sich die tief eingeschnittenen Fruchtklappen im trockenen und reifen Zustand nach außen. Die Samen sind kugelig-linsenförmig, schwarz, matt und sehr schmal (bis höchstens 0,2 Millimeter breit) geflügelt. Die Samen haben keulenartige Papillen.

### Chromosomensatz
Die Chromosomenzahl beträgt 2n = 18.

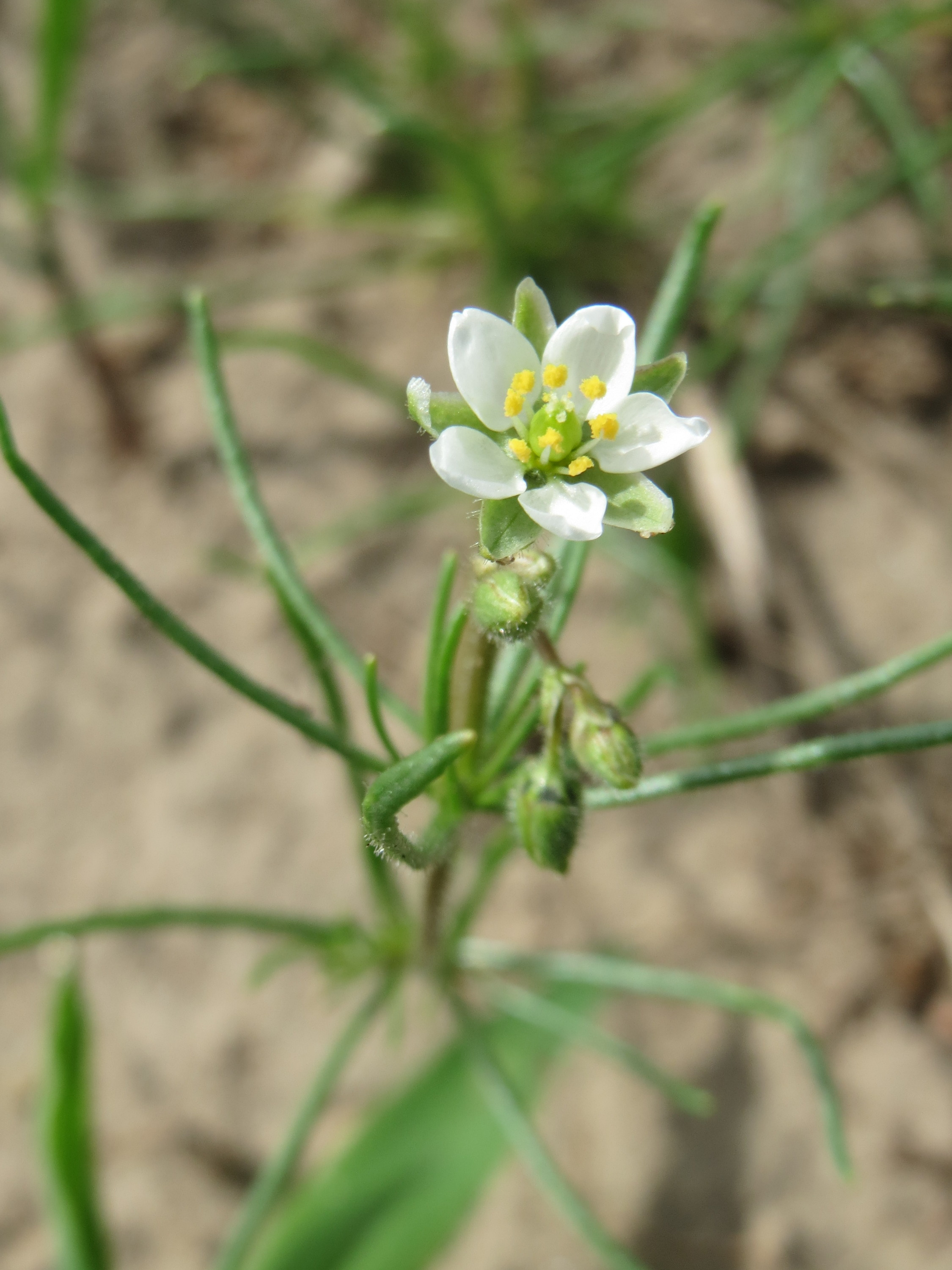
Blütenstand

## Ökologie
Der Acker-Spark ist eine sommerannuelle Pflanze, ein Therophyt. Sie wurzelt bis zu 50 Zentimeter tief.
Blütenökologisch handelt es sich um „Nektar führende Scheibenblumen“. Der Nektar wird halbverborgen an der Basis der Staubblätter abgesondert. Die Blüten sind nur bei Sonnenschein geöffnet. Bestäuber sind Zweiflügler und Hautflügler. Bei kaltem Wetter und beim Aufblühen erfolgt Selbstbestäubung, indem sich die Staubbeutel zur Narbe hin neigen. Die Blüten sind nach der Anthese abwärts gerichtet. Sie haben einen eigentümlichen Geruch.
Es erfolgt Tierausbreitung, Windausbreitung als Scheibenflieger und Menschenausbreitung als Kulturbegleiter. Die Fruchtreife ist von Juli bis August und erfolgt bereits 8 Wochen nach der Keimung. Die Samen sind lange keimfähig und reich an fettem Öl.

## Vorkommen
Spergula arvensis ist in den kühlgemäßigten Gebieten praktisch weltweit verbreitet. In Österreich kommt der Acker-Spark zum Teil häufig vor. Vielerorts – so etwa in den Westalpen – ist er jedoch selten zu finden oder sogar gefährdet. In der Schweiz ist er in vielen Gegenden der kollinen und montanen Höhenstufe zu finden. Der Acker-Spark kommt in Deutschland verbreitet und häufig vor. Im Berninagebiet steigt er bis in eine Höhenlage von 2309 Meter auf.
Der Acker-Spark wächst in Ackerunkraut-Fluren, gehackten Äckern, aber auch an Ruderalstellen oder in Waldschlägen. Er bevorzugt frische, nährstoffreiche, kalk- und basenarme, mäßig saure, humose, lockere Sandböden. Der Acker-Spark ist ein Versauerungsanzeiger. Er ist eine Charakterart des Verbands Polygono-Chenopodion, kommt aber auch in Gesellschaften des Verbands Aperion vor. Gebietsweise ist er charakteristisch für das Galeopsio-Sperguletum arvensis. In den Allgäuer Alpen steigt er in Vorarlberg am Starzelhaus bei Baad bis zu einer Höhenlage von 1320 Metern auf. Die ökologischen Zeigerwerte nach Landolt et al. 2010 sind in der Schweiz: Feuchtezahl F = 3 (mäßig feucht), Lichtzahl L = 3 (halbschattig), Reaktionszahl R = 2 (sauer), Temperaturzahl T = 3+ (unter-montan und ober-kollin), Nährstoffzahl N = 4 (nährstoffreich), Kontinentalitätszahl K = 3 (subozeanisch bis subkontinental).

## Systematik
Die Erstveröffentlichung von Spergula arvensis erfolgte 1753 durch Carl von Linné in Species Plantarum, Tomus I, Seite 440. Synonyme für Spergula arvensis L. sind: Spergula sativa Boenn., Spergula linicola Boreau, Spergula chieusseana Pomel, Spergula arvensis subsp. chieusseana (Pomel) Briq., Spergula arvensis subsp. sativa (Boenn.) Čelak., Spergula arvensis subsp. vulgaris (Boenn.) Čelak. und Spergula arvensis var. sativa (Boenn.) Mert. & W.D.J.Koch.
Diese Art ist ziemlich vielgestaltig und wird je nach Autor in mehrere Unterarten bzw. Varietäten unterteilt. 

## Inhaltsstoffe
In der Samenschale ist Spergulin enthalten. Es löst sich in Alkohol und die Lösung zeigt eine wunderbare blaue Fluoreszenz.

## Nutzung
Einige Formen werden auch kultiviert und als Gemüsepflanze ähnlich wie Spinat zubereitet.

## Bilder

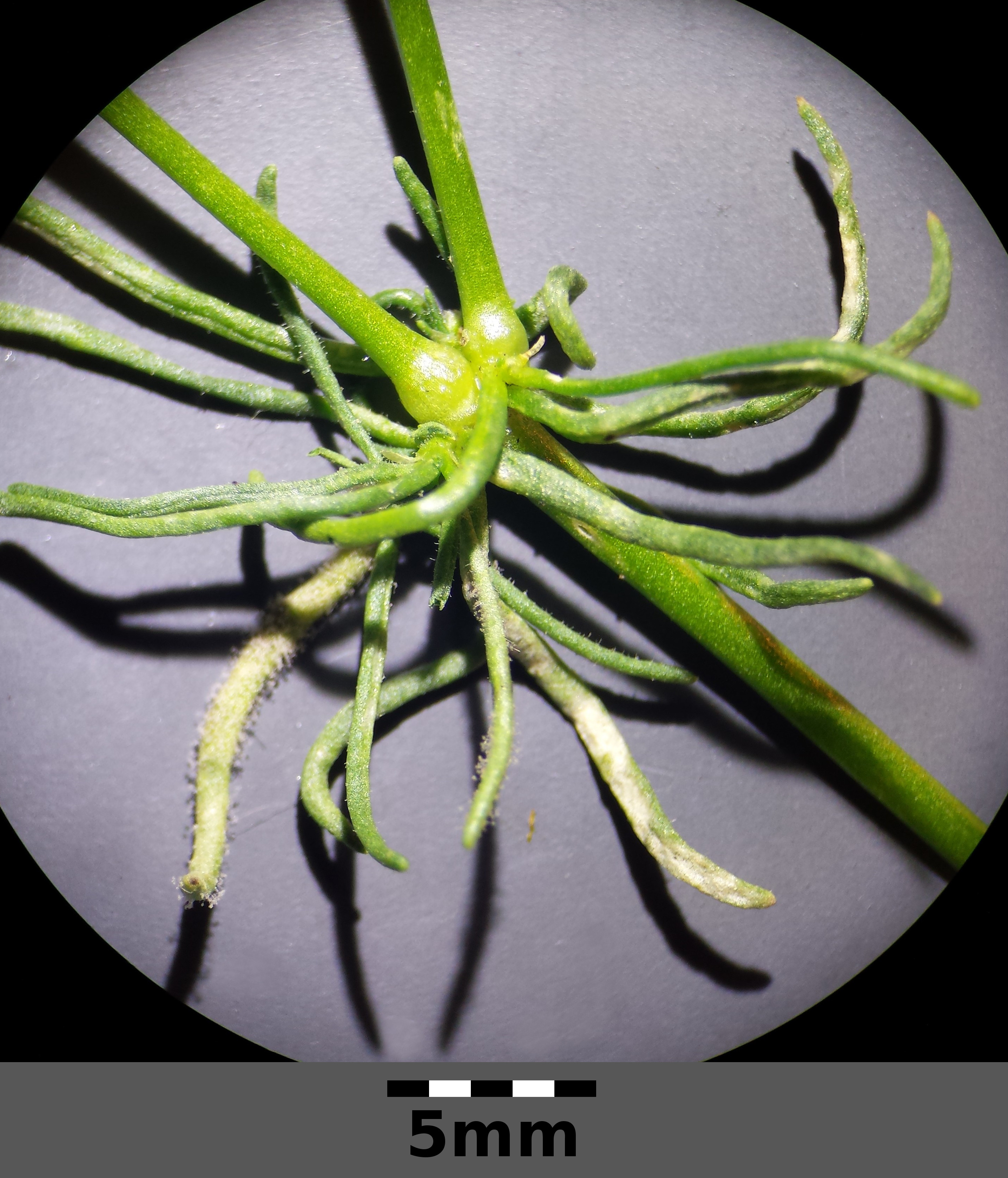
Die Laubblätter sind umgerollt und besitzen daher unterseits eine Längsfurche.
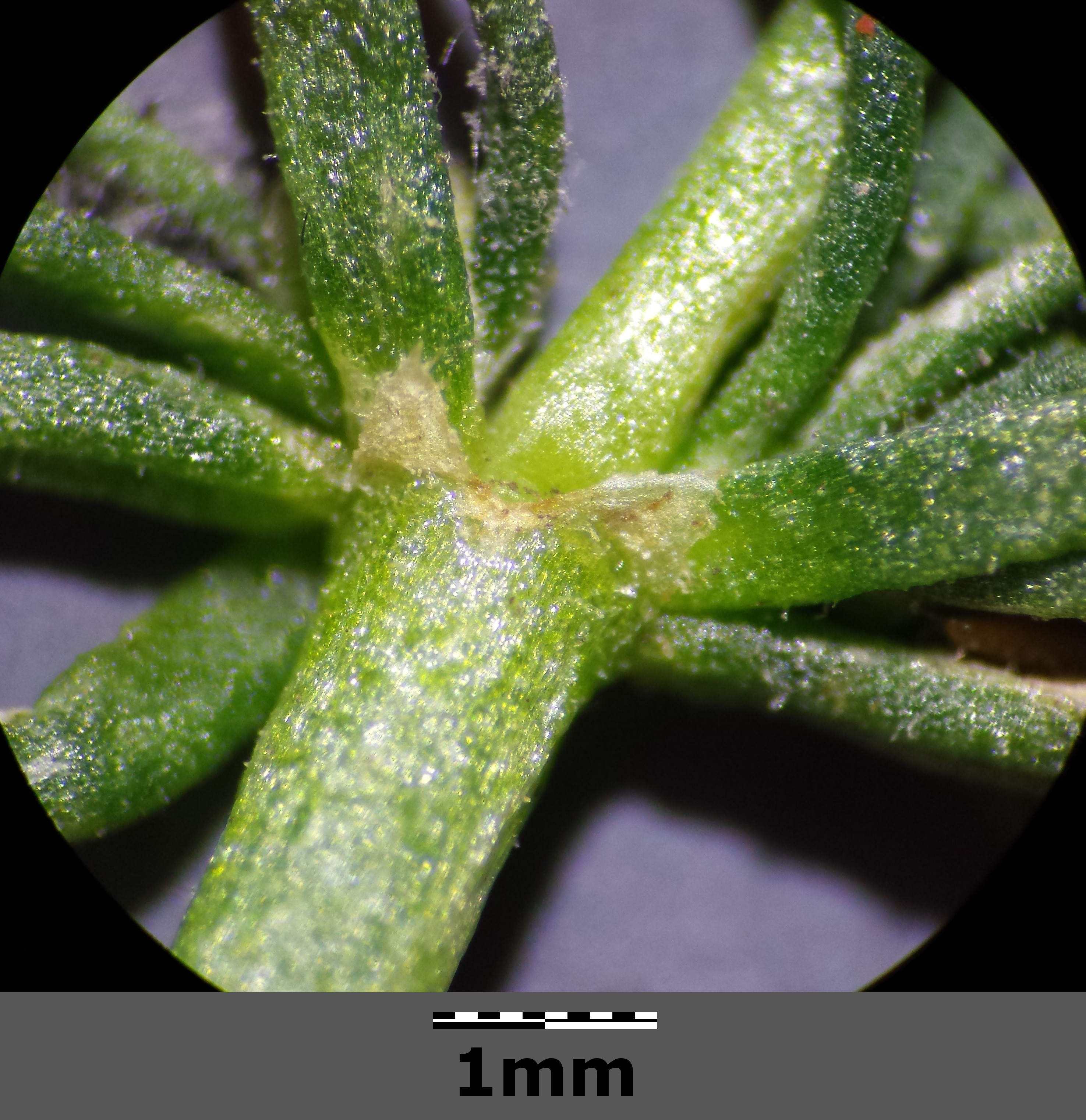
Die häutigen Nebenblätter der gegenständigen Laubblätter sind nicht miteinander verwachsen.
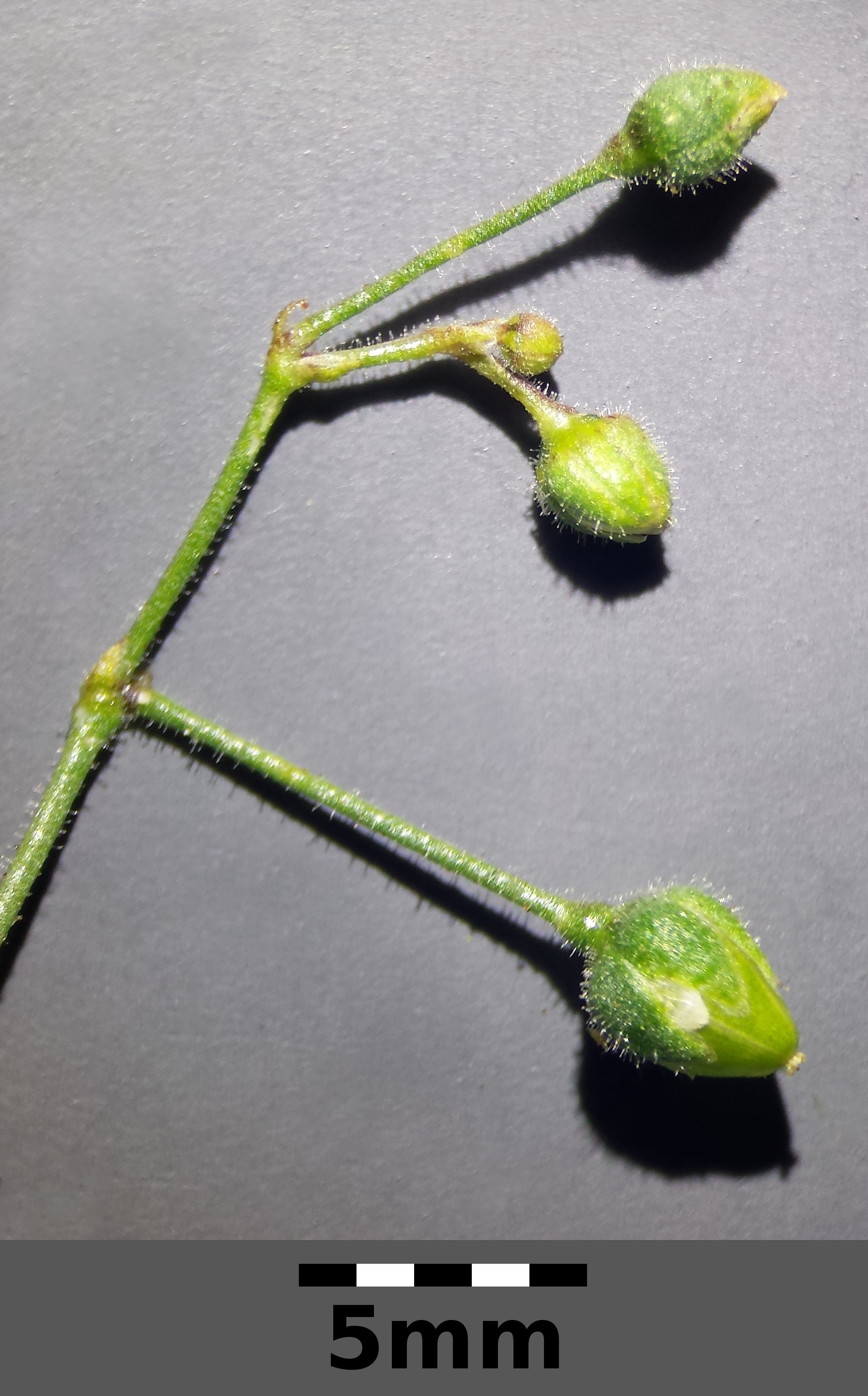
Die Blütenstiele sind drüsenhaarig.
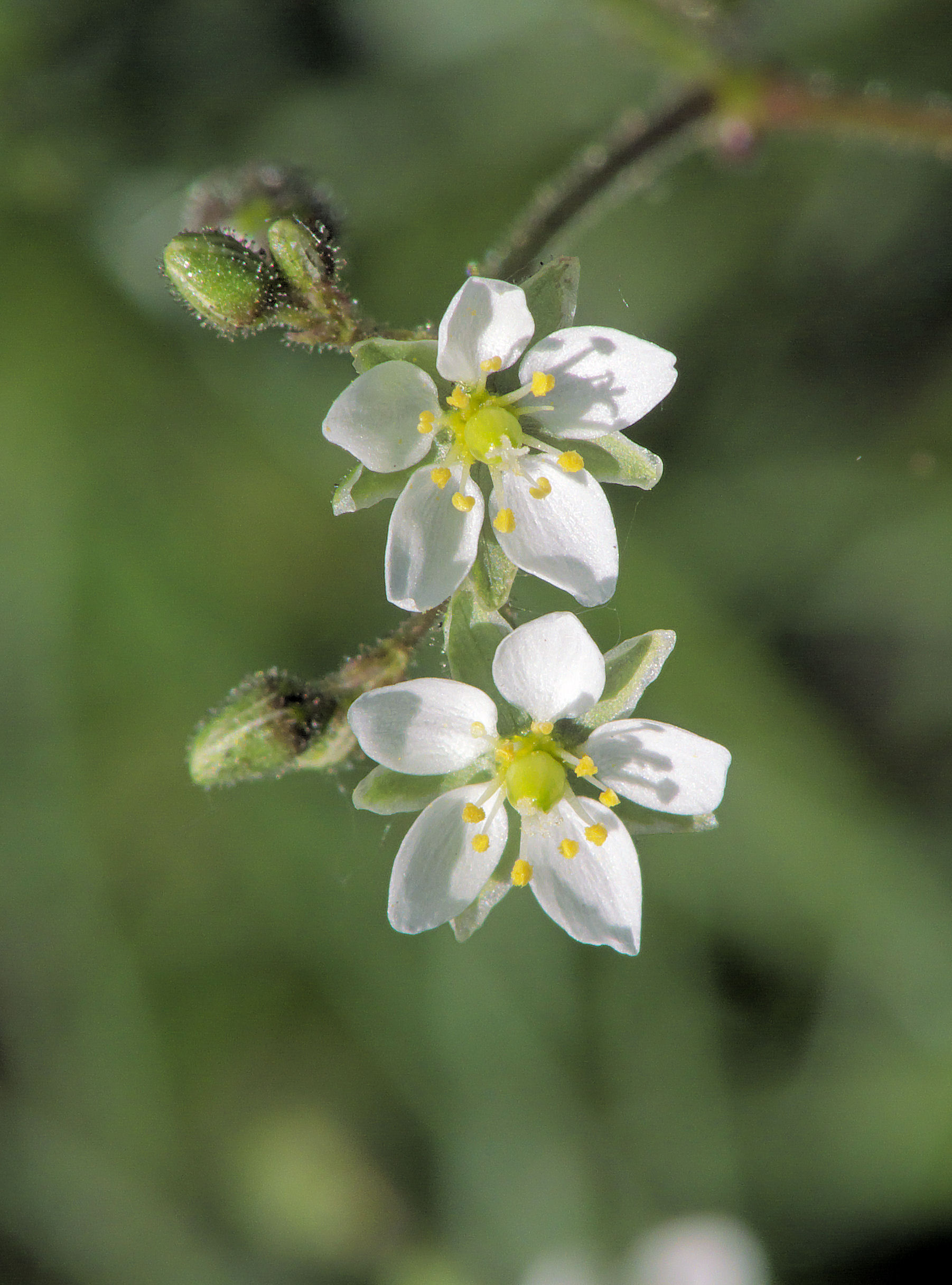
Blütenstand mit fünfzähligen Blüten.
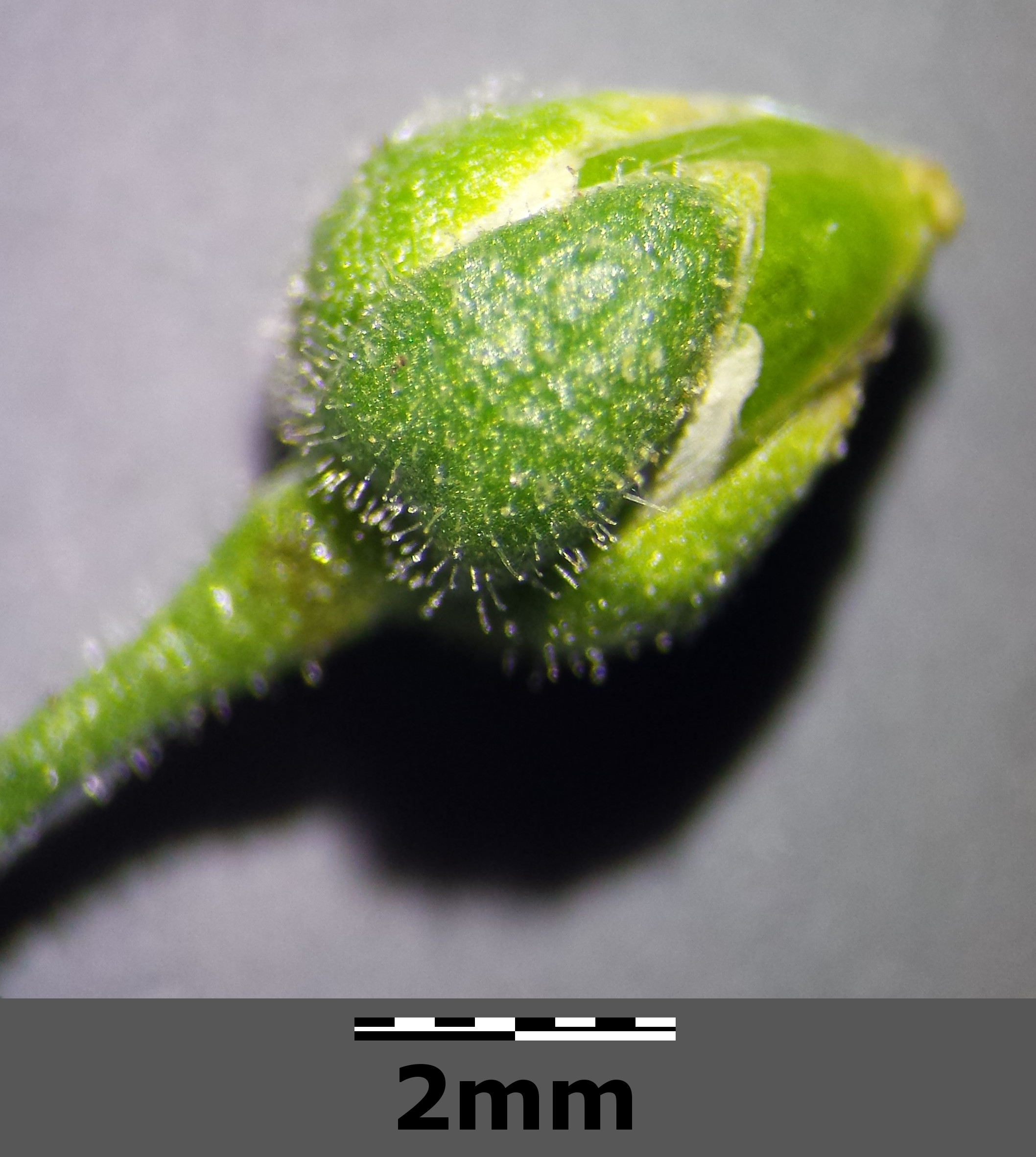
Die Kelchblätter sind vorne stumpf und drüsig behaart.
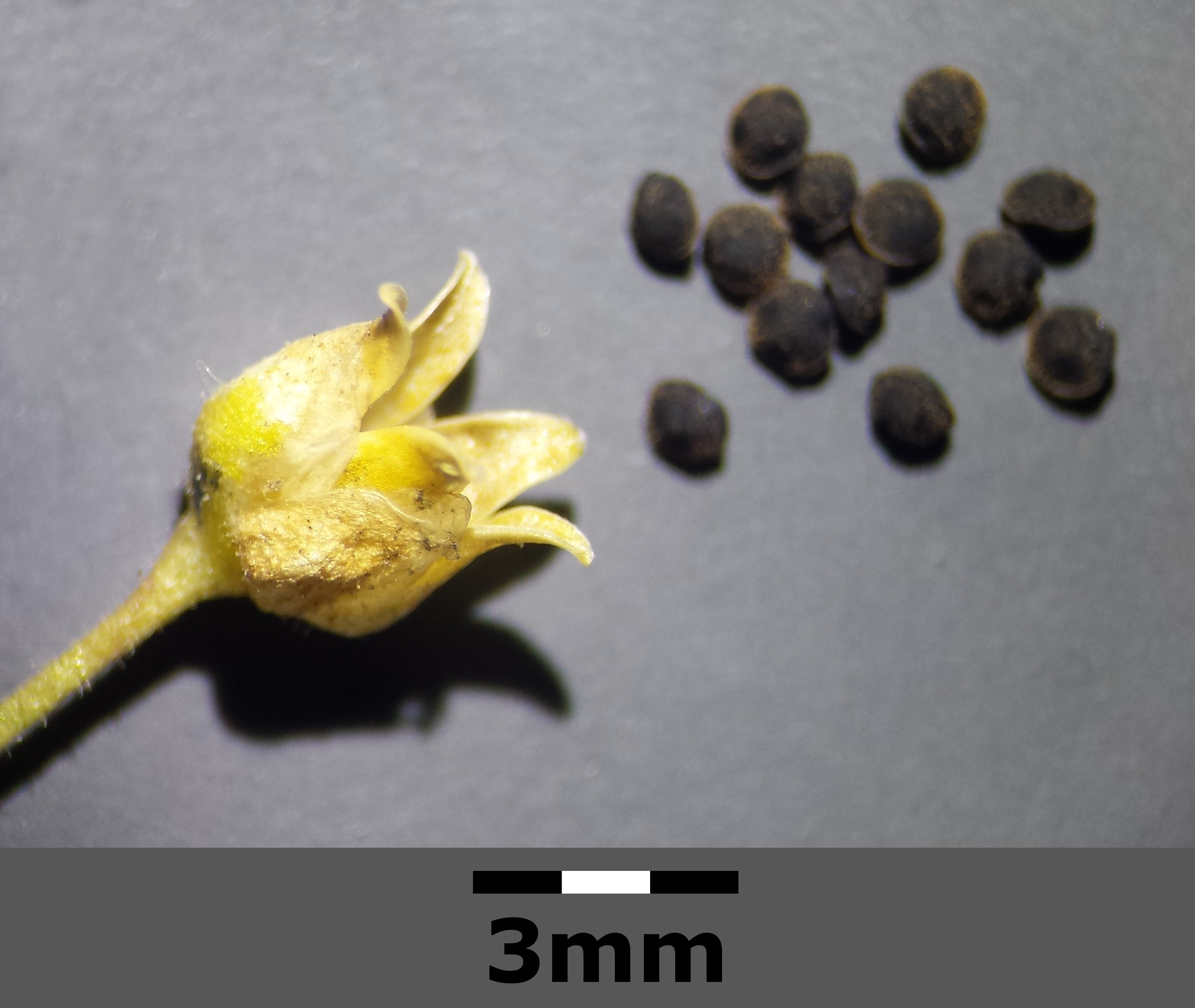
Die Frucht öffnet sich mit fünf Zähnen.
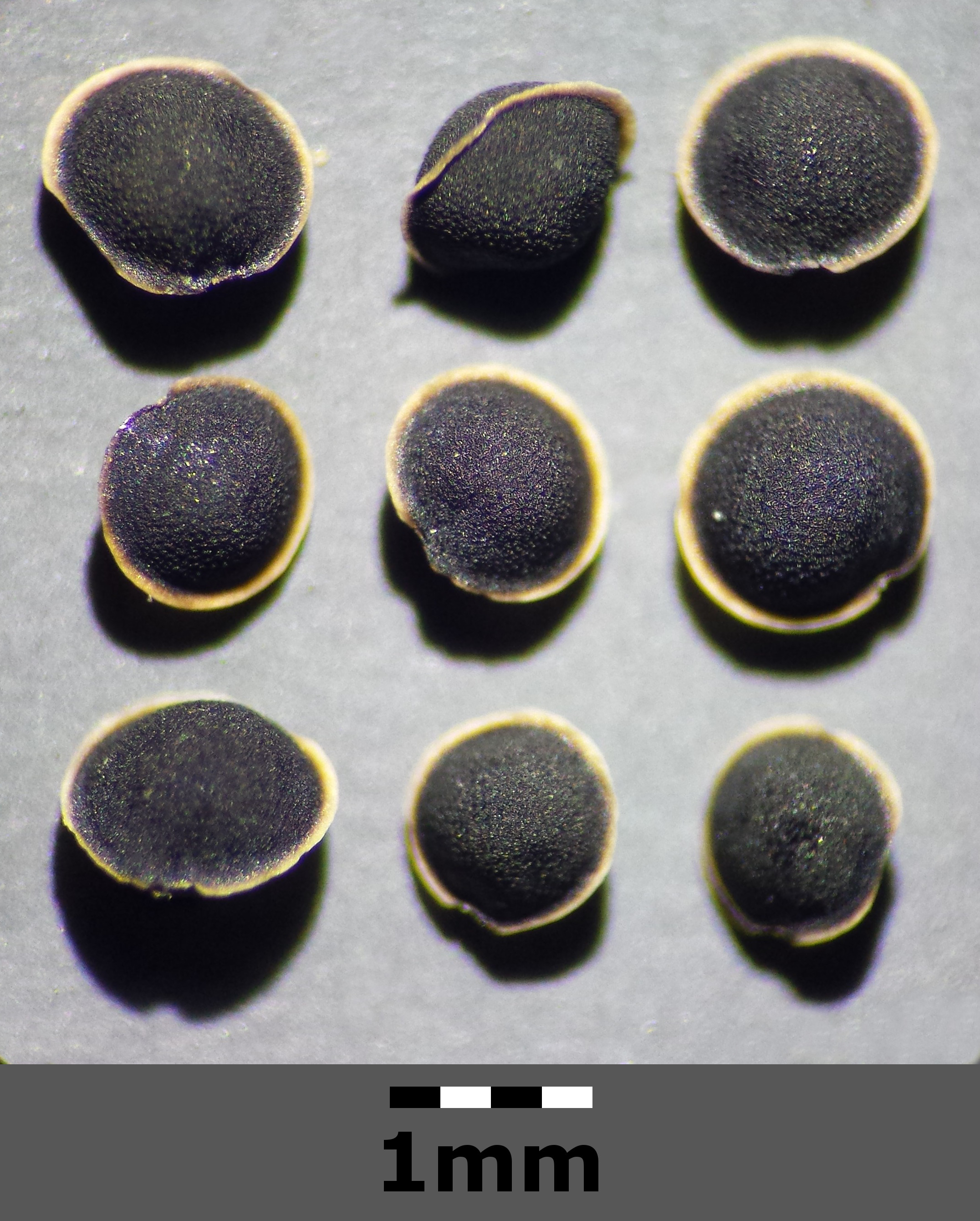
Die Samen sind kugelig und besitzen einen höchstens 0,2 mm breiten Hautsaum.
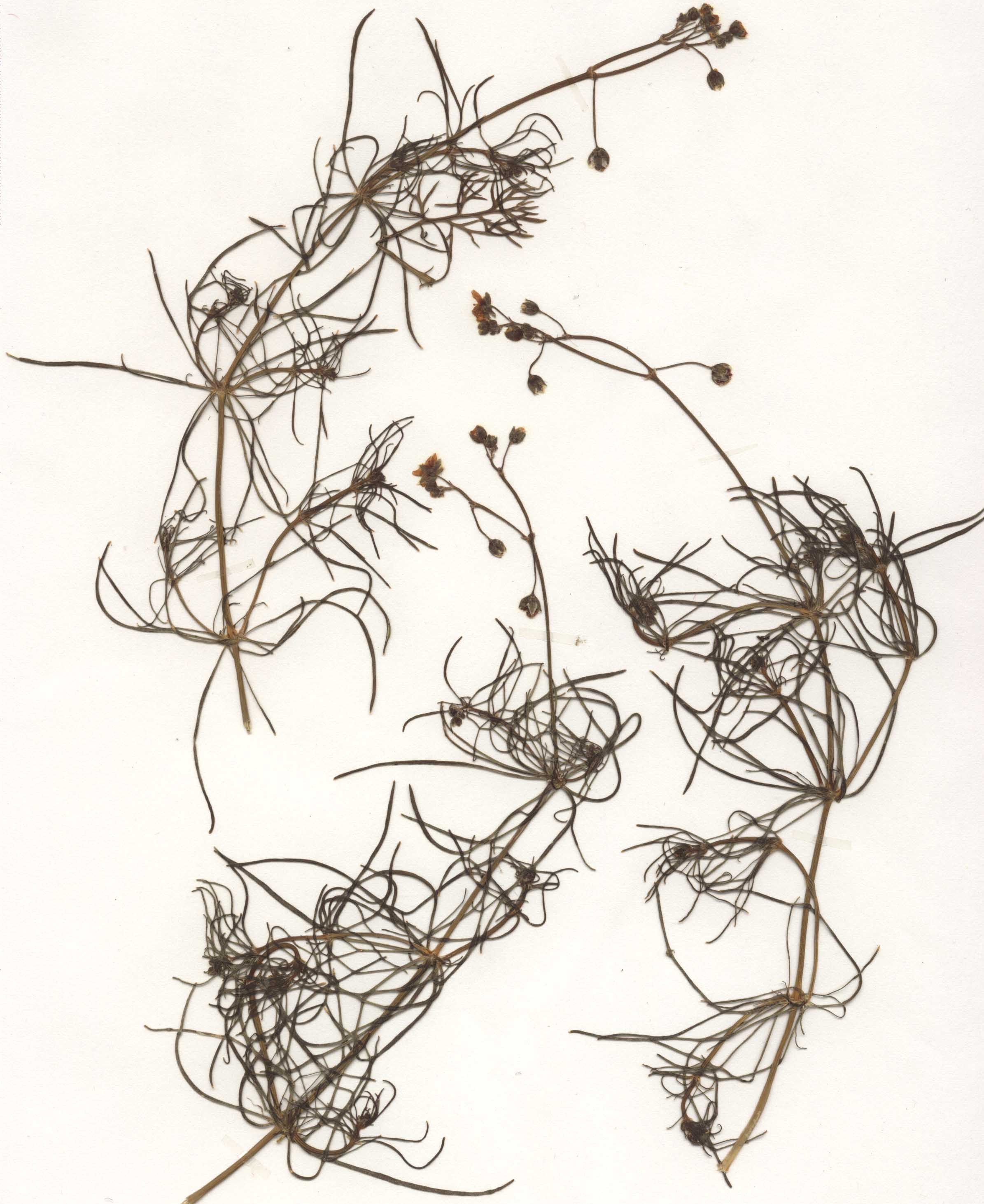
Herbarbeleg (Bitte keine Pflanzenteile aus Naturbeständen entnehmen)